# Vésztő
Vésztő è una città dell'Ungheria di 7.623 abitanti (dati 2001) . È situato nella contea di Békés.